# ダイアナカメラ

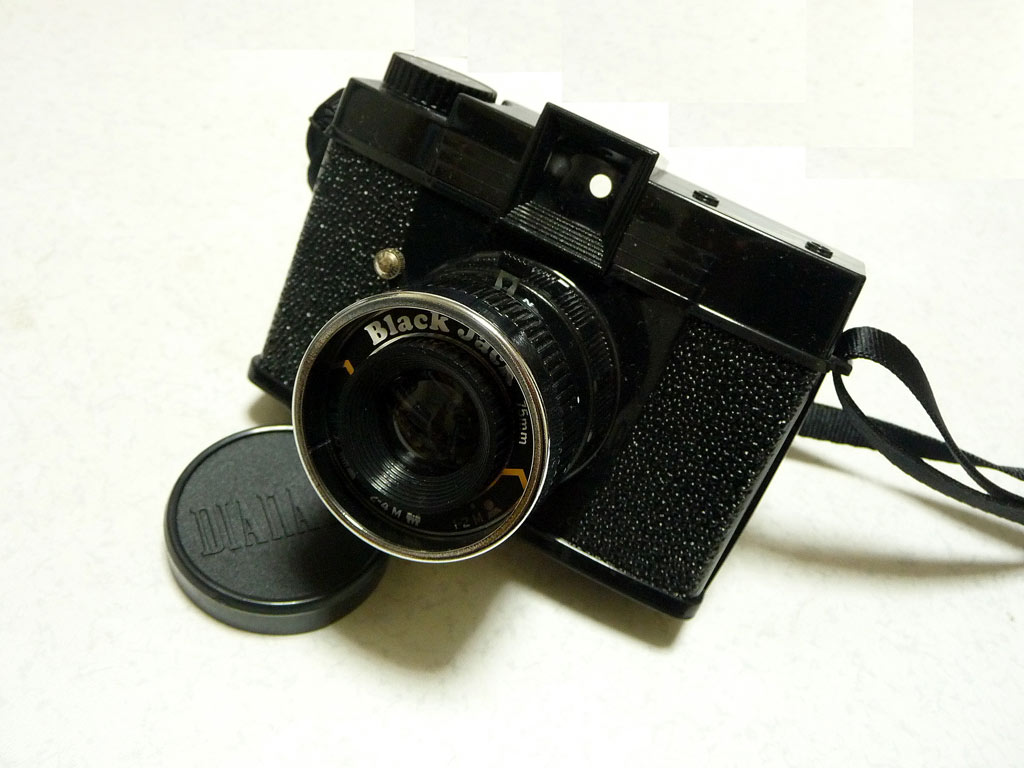
ダイアナF+

ダイアナ（Diana ）は低機能で安価なカメラ製品である。
オリジナルは1960年代に香港・九龍の企業によって製作されたものであり、現在はロモグラフィー（Lomography ）によって製造・販売されている。
近年ではロモ、ホルガ等と共にトイカメラとして認知されている。

## 概要
シンプルな機構を持つプラスチックケースのボックスカメラである。レンズはプラスチック製で簡素なレンジ・シャッタースピードの切り替え機構を備えている。120フィルムを使用し、4.2x4.2cm判の16枚撮り。巻き上げ機構にはシャッター連動機構がないので、多重露光を行うことが可能である。
復刻版となるダイアナプラス（Diana+ ）は上記に加え、5.2x5.2cm判撮影やレンズを外したピンホール撮影やレンズ交換によるワイドレンジ撮影などが可能となっている。
元々は贈呈用や企業プロモーション用の安価なカメラとして企画されたもので、製品品質は安定しておらず個体差が大きいのが特徴でもある。そのため撮影画像はロモやホルガなどと同様にケラレや光量落ちによるトンネル効果、ゆがみが生まれ、通常の製品と比較すると著しく品質は劣るが、時折発生する予測できない撮影効果からアーティストやフォトグラファーたちの支持を受けている。

## 歴史

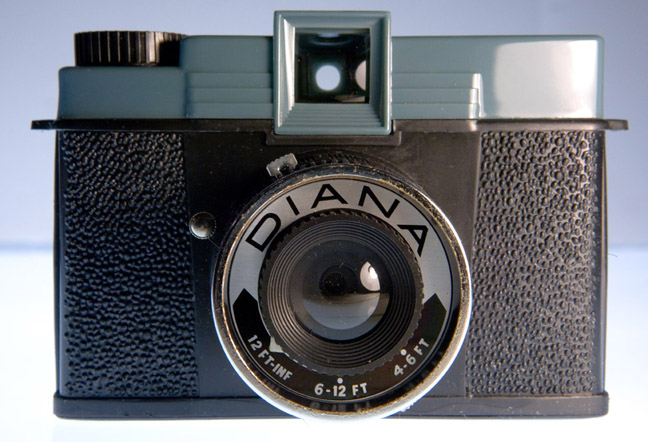
オリジナル

オリジナルのダイアナは1960年代初頭に香港・九龍の「長城塑膠工廠」（グレートウォール・プラスチック・カンパニー）で生まれた。
当初からシンプルな贈答用カメラとして生産され、そのほとんどがアメリカ、イギリスなどへ輸出された。
アメリカではペンシルベニア州ウィローグローブにある電力販売会社によって輸入され、一台50セントと非常に安価な価格で大型スーパーやディスカウントストア、広告会社などへ卸された。
安価かつシンプルで取り回しのよい機構がそれなりに受け、またカーニバルや企業のプロモーション製品、あるいはステッカーを貼り替えてオリジナルブランド製品として市場へ大量に出回ったが、安定しない品質であったため、フラッシュ付きモデル（ダイアナF）などを投入してテコ入れを計ってはいたものの、より品質に勝る類似したコンセプトのコダック製品などに押され徐々に市場から姿を消していき、1970年代には生産を終了した。
ダイアナはそのシンプルな構造から数多くの亜種やクローン製品が生まれた。後に販売された「ホルガ」もダイアナのコンセプトを受け入れているといわれる。
その後長らくオリジナルは絶版状態であったが、2007年にロモグラフィーにより当時の姿そのままに多彩な拡張機能を備え使い勝手を向上させた復刻版が「ダイアナプラス」として発売されている。